# Castelnuovo del Garda
Castelnuovo del Garda (Castelnòvo in veneto, fino al 1970 Castelnuovo di Verona) è un comune italiano di 13 276 abitanti della provincia di Verona in Veneto.

## Geografia fisica
Castelnuovo dista 18 chilometri ad ovest da Verona.
Confina a nord con Lazise, a nord-est con Bussolengo, a est con Sona, a sud con Valeggio sul Mincio, a ovest con Peschiera del Garda.
Una piccola parte del comune all'estremo ovest è bagnata dal lago di Garda e separa i comuni di Peschiera e Lazise, ma il territorio si estende soprattutto sulle colline moreniche.
La casa comunale è situata a 130 m s.l.m.

## Storia
Dal rinvenimento di alcuni reperti archeologici si può dedurre che il territorio del comune fu abitato sin dall'epoca preistorica. Anticamente il sito era conosciuto come Beneventum; successivamente prese il nome di Quadrivium, a causa della sua posizione geografica, Il paese è infatti situato fra le quattro città di Verona, Mantova, Brescia e Trento.
Nel XII secolo Quadrivium fu rasa al suolo dal Barbarossa: la popolazione decise di costruire un nuovo insediamento fortificato, Castrum novum, trasformato nel corso del tempo in Castelnuovo.
Passato nella sua storia sotto diversi domini, dalla Signoria degli Scaligeri a quella dei Visconti, dalla Repubblica di Venezia all'Impero austriaco, dal 1867 il Comune si chiamò Castelnuovo di Verona: acquisì l'attuale denominazione nel 1970, per una fascia di territorio sulle sponde del Garda.
L'11-12 aprile 1848 fu teatro della battaglia di Castelnuovo, al termine della quale molti abitanti inermi vennero trucidati e il borgo venne saccheggiato e incendiato dalle truppe austriache, inviate dal feldmaresciallo Radetzky.

### Tricolore di Oliosi[7]

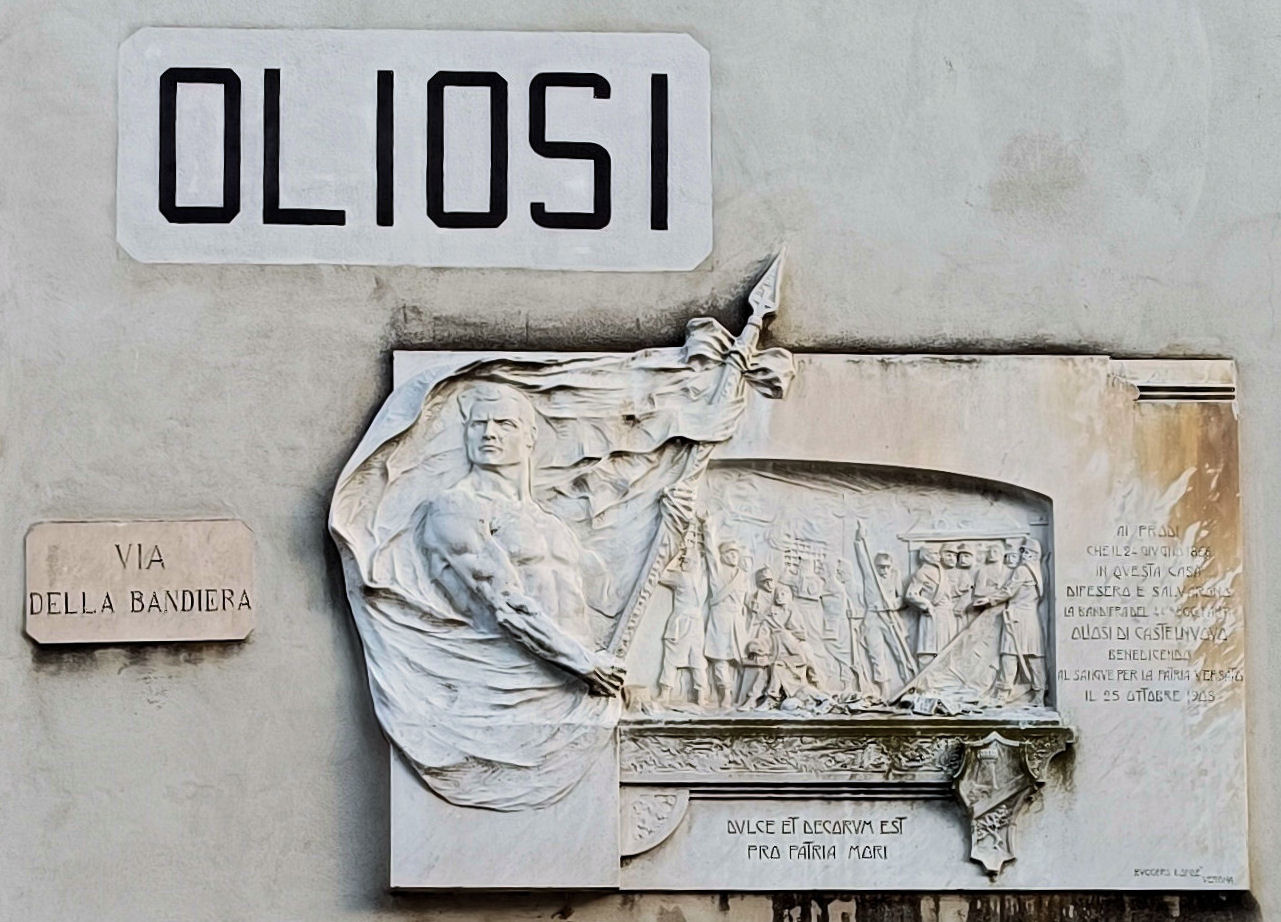
Oliosi, lapide risorgimentale.

Il 24 giugno 1866, durante la battaglia di Custoza nel corso della terza guerra d'indipendenza, dieci ufficiali, sei sottufficiali, tre caporali, e diciassette soldati semplici, compreso il portabandiera, del 1º Battaglione appartenente al 44º Reggimento della Brigata "Forlì", assieme a un sottufficiale del 43º Reggimento della medesima brigata e a un soldato delle guide, si rinchiusero a difesa nella cascina Castellano d'Oliosi, nella località di Oliosi (oggi frazione di Castelnuovo del Garda), circondati dagli austriaci ove sostennero per più di due ore gli assalti del nemico.
Resisi conto dell'impossibilità di ricevere soccorsi e di tenere ulteriormente la posizione a causa dell'incendio appiccato alla cascina da parte delle truppe austriache, ed essendo a corto di munizioni, decisero di arrendersi ma prima di consegnarsi al nemico, i militari italiani, per non concedergli il loro stendardo militare, stracciarono in tredici pezzi il drappo della bandiera tricolore; divisero i pezzi tra i presenti e ognuno di loro nascose un brandello di stoffa sotto la propria giubba, mentre la freccia della bandiera venne sepolta sotto la cenere del focolare.
Al termine della guerra, sono stati recuperati undici delle tredici porzioni del drappo ed è stato possibile ricostruire così la bandiera, che passò alla storia con il nome di "Tricolore di Oliosi".
Ancora oggi ogni anno ad Oliosi di Castelnuovo del Garda, la terza domenica di giugno, si celebra la "Festa della Bandiera", in cui si ricorda l'eroico episodio risorgimentale legato al tricolore.

### Simboli
Stemma
Nello stemma è rappresentata la storica torre del castello visconteo sostenuta da due leoni a ricordo dell'eroica resistenza durante le guerre d'indipendenza italiane.
Gonfalone

## Monumenti e luoghi d'interesse

### Architetture religiose

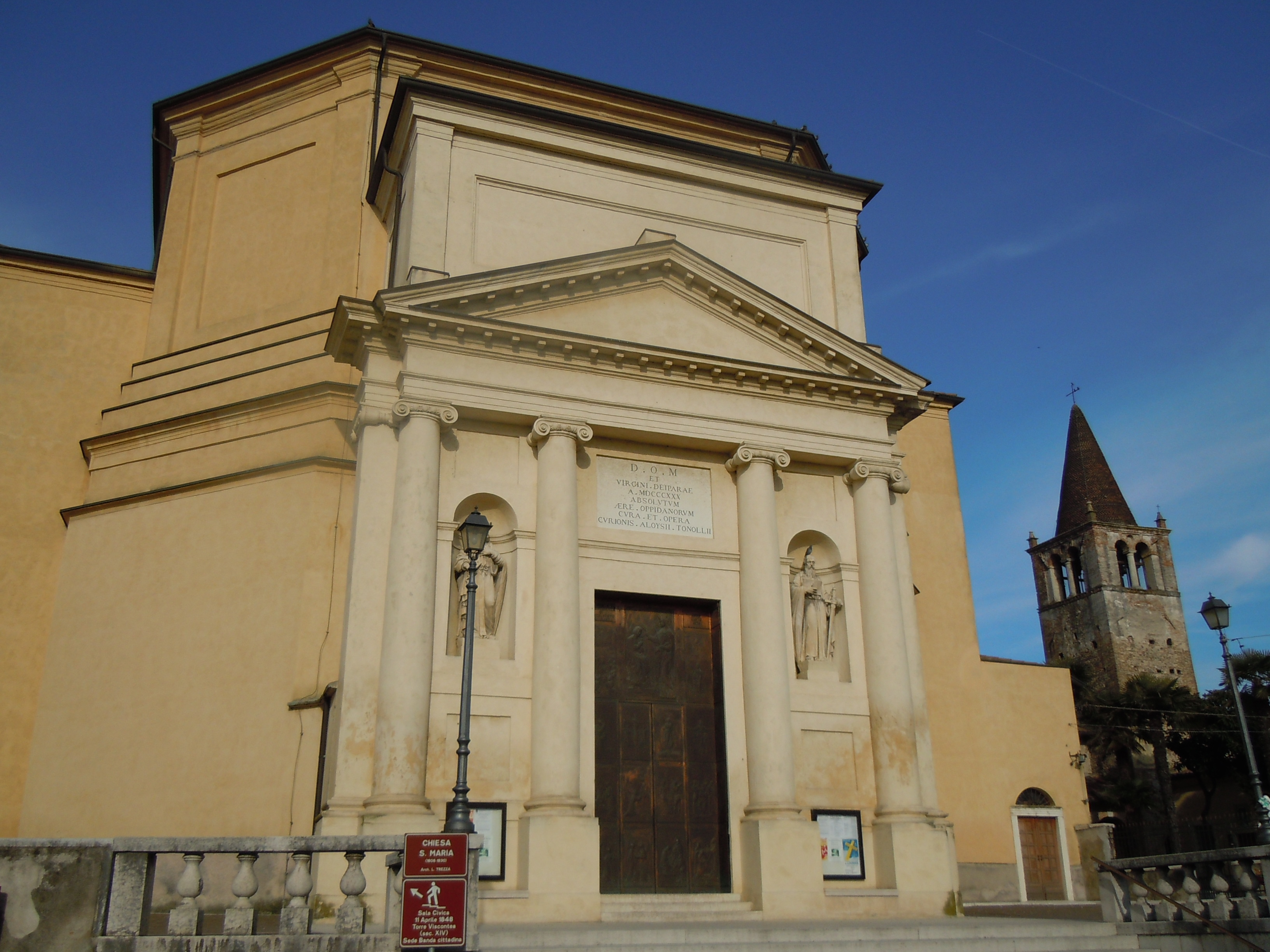
Chiesa di Santa Maria.

- Chiesa di Santa Maria Nascente, parrocchiale.
- Oratorio di Santa Maria, accanto alla parrocchiale.
- Chiesetta della Madonna degli Angeli nella frazione Cavalcaselle - XV secolo
- Chiesa Parrocchiale di S. Andrea nella frazione Sandrà - XVIII secolo
- Chiesa parrocchiale dei Santi Filippo e Giacomo nella frazione Cavalcaselle - XVIII secolo

### Architetture civili

#### Ville
- Villa Cossali Sella - XV secolo
- Villa Arvedi D'Emilei nella frazione Cavalcaselle - XVII secolo
- Villa Negri - XVII secolo

#### Monumenti
- Monumento ai Caduti - XX secolo
- Monumento ai Martiri di Castelnuovo - 2008

A decoro della piazza principale ci sono un monumento ai Caduti della prima Guerra mondiale, progetto di Ettore Fagiuoli, e una fontana ideata da Luigi Trezza.

### Architetture militari
- Castello - XIV secolo
- Torre viscontea - XIV secolo

### Parchi di divertimento
- Gardaland

## Società

### Evoluzione demografica
Abitanti censiti

| Anno | Residenti | Variazione |
| ---- | --------- | ---------- |
| 1871 | 3 479     | 0          |
| 1881 | 3 834     | +10,2%     |
| 1901 | 4 091     | +6,7%      |
| 1911 | 5 074     | +24,0%     |
| 1921 | 5 038     | -0,7%      |
| 1931 | 5 277     | +4,7%      |
| 1936 | 5 565     | +5,5%      |
| 1951 | 6 143     | +10,4%     |
| 1961 | 6 232     | +1,4%      |
| 1971 | 6 841     | +9,8%      |
| 1981 | 7 594     | +11,0%     |
| 1991 | 7 911     | +4,2%      |
| 2001 | 8 612     | +8,9%      |
| 2007 | 11 711    | +36,0%     |
| 2010 | 12 606    | +7,65%     |

## Cultura

### Musica
Il territorio è sede dell'Accademia Musicale "Sergio Martinelli" (nella frazione di Sandrà), del Teatro Comunale "Diego Martinelli" e della scuola secondaria di 1º grado ad indirizzo musicale "Alberto Montini".

### Eventi
- Festa dell'uva, giunta alla 47ª edizione, si caratterizza per l'intento di qualificare del vino della zona; è nata come mercato, ma si è trasformata in una vera e propria festa dell'uva adornata da varie mostre culturali riguardanti il vino e l'uva;
- Festa della Bandiera, alla terza domenica di giugno, si rievoca un evento della terza guerra di indipendenza. Il 24 giugno 1866 nella frazione di Oliosi un gruppo di soldati del 1º battaglione del 44º reggimento fanteria, circondati dal nemico e preoccupati dal pensiero di salvare la "bandiera", occuparono con forza una cascina, dove riuscirono a sostenere un'accanita difesa, ma quando capirono che non sarebbero riusciti a resistere, divisero la bandiera tra i presenti in modo che il nemico non potesse impadronirsene.
- Antica Fiera di Cavalcaselle, si tiene nel terzo weekend di novembre sul colle San Lorenzo. Fiera dalle radici millenarie che nasce come fiera mercato, per poi affermarsi nel 1800 come occasione di ritrovo sul colle San Lorenzo. Qui i pastori sostavano in attesa del loro turno per traghettare il bestiame sul Mincio e proseguire verso casa, allestendo bivacchi allietati dai fuochi e dalle donne che erano solite preparare brodo, risotto e soprattutto la trippa. Oggi la Fiera ospita stand enogastronomici con mercato e mostra di macchine agricole d'epoca, giostre e spettacoli. Immancabile nella mattina della domenica la corsa podistica "Stracada de la fiera".

## Infrastrutture e trasporti

### Strade
Una piccola parte a sud del comune è attraversata dall'autostrada A4, ma il casello più prossimo è quello di Peschiera, situato nel comune omonimo a circa 6 km di distanza.
L'uscita più vicina sull'autostrada A22 del Brennero è invece quella di Verona nord, a 13 km dal comune.
L'arteria stradale principale che attraversa Castelnuovo è però la ex SS11 Padana Superiore, che lo collega a est con Verona e Vicenza e a ovest con Brescia.
Sempre a Castelnuovo ha inizio la ex SS450 di Affi, che funge da collegamento tra il casello di Peschiera sulla A4 e quello di Affi-lago di Garda sud sulla A22, percorrendo l'entroterra veronese gardesano.

### Ferrovie
Castelnuovo è servito dall'omonima stazione sulla linea Milano-Venezia.

### Aeroporti
A 18 km dal comune, in direzione sud-est, sorge l'Aeroporto di Verona-Villafranca intitolato a Valerio Catullo, il principale della provincia e uno dei più importanti d'Italia.

## Economia
Nel territorio castelnovese è prodotto il vino “Moro del Castel”, che deriva dalle viti coltivate nelle colline moreniche nel comune. Grande risorsa economica del paese è però soprattutto Gardaland, il più importante parco divertimenti d'Italia, che ha cominciato ad espandersi anche nel comune di Lazise. Vero perno economico della comunità castelnovese è comunque da considerare la frazione di Sandrà che, nel tempo, ha saputo raccogliere i frutti del settore tessile; in particolare si è distinto come imprenditore Giovanni Martinelli, arrivato ad acquisire la proprietà dell'Hellas Verona nel gennaio 2007.
Da segnalare a questo riguardo che Roberto Saviano, nel suo libro Gomorra, a p. 59, denuncia che il clan camorristico Licciardi ha dislocato gran parte delle proprie attività nel settore tessile e commerciale proprio a Castelnuovo del Garda, e inoltre che imprenditori e commercianti veneti legati ai clan hanno coperto la latitanza di Pietro Licciardi.

## Amministrazione
| Periodo     | Periodo     | Primo cittadino      | Partito                                                                                       | Carica  | Note   |
| ----------- | ----------- | -------------------- | --------------------------------------------------------------------------------------------- | ------- | ------ |
| maggio 1985 | giugno 1990 | Giampaolo Fogliardi  | Democrazia Cristiana                                                                          | Sindaco | [ 12 ] |
| luglio 1990 | aprile 1995 | Giampaolo Fogliardi  | Democrazia Cristiana                                                                          | Sindaco | [ 13 ] |
| aprile 1995 | giugno 1999 | Ferdinando Emanuelli | Lista civica                                                                                  | Sindaco | [ 14 ] |
| giugno 1999 | giugno 2004 | Ferdinando Emanuelli | Lista civica                                                                                  | Sindaco | [ 15 ] |
| giugno 2004 | giugno 2009 | Maurizio Bernardi    | Lista civica Cittadinanza democratica                                                         | Sindaco | [ 16 ] |
| giugno 2009 | giugno 2014 | Maurizio Bernardi    | Lista civica Cittadinanza democratica                                                         | Sindaco | [ 17 ] |
| giugno 2014 | maggio 2019 | Giovanni Peretti     | Lista civica Cittadinanza democratica                                                         | Sindaco | [ 18 ] |
| maggio 2019 | giugno 2024 | Giovanni Dal Cero    | Lista civica di centro-destra Si cambia (Castel Nuovo in comune - Lega - Movimento La strada) | Sindaco | [ 19 ] |
| giugno 2024 | in carica   | Davide Sandrini      | Lista civica Sandrini sindaco!                                                                | Sindaco | [ 20 ] |

### Gemellaggi
La banda cittadina è gemellata con quelle di:
- Trebnje, dal 2001[senza fonte]

Il comune aderisce all'iniziativa Patto dei sindaci.

## Sport

### Calcio
La società calcistica più importante di Castelnuovo è l'ASD Castelnuovo Sandrà, che gioca al Comunale Giuseppe Pancera. Nel 2005 il Castelnuovo e la squadra della frazione di Sandrà vanno a formare la nuova società. Ha come colori sociali il nero, cerchiato da verde, bianco e blu. Nel 2010, dopo avere perso gli spareggi nazionali di Eccellenza, viene ripescato nel campionato di Serie D.